# 1941 w muzyce
Wydarzenia muzyczne w 1941 roku.

## Urodzili się
- 2 stycznia – Kazuyoshi Akiyama, japoński dyrygent, dyrektor muzyczny Tokijskiej Orkiestry Symfonicznej (1964–2004) (zm. 2025)
- 5 stycznia
  - Nelly Akopian-Tamarina, rosyjska pianistka (zm. 2025)
  - Federico Garcia Vigil, urugwajski kompozytor, dyrygent (zm. 2020)
  - Wiktor Lebiediew, rosyjski kompozytor (zm. 2021)
- 9 stycznia
  - Joan Baez, amerykańska piosenkarka folkowa, kompozytorka, autorka tekstów oraz producentka nagrań
  - Jerzy Derfel, polski kompozytor i pianista
  - Roy Head, amerykański piosenkarz (zm. 2020)
- 12 stycznia – Anne Howells, brytyjska śpiewaczka operowa (mezzosopran) (zm. 2022)
- 15 stycznia – Captain Beefheart, amerykański kompozytor, wokalista, muzyk, poeta i malarz (zm. 2010)
- 16 stycznia – Ewa Demarczyk, polska piosenkarka, prekursorka nurtu poezji śpiewanej (zm. 2020)
- 18 stycznia – David Ruffin, amerykański piosenkarz soulowy, członek zespołu The Temptations (zm. 1991)
- 21 stycznia
  - Plácido Domingo, hiszpański śpiewak (tenor spinto), dyrygent
  - Richie Havens, amerykański piosenkarz i gitarzysta folkowy (zm. 2013)
- 23 stycznia – Buddy Buie, amerykański autor tekstów piosenek (zm. 2015)
- 24 stycznia
  - Michael Chapman, angielski piosenkarz, autor piosenek i wirtuoz gitary (zm. 2021)
  - Neil Diamond, amerykański piosenkarz i autor tekstów
- 27 stycznia – Bobby Hutcherson, amerykański wibrafonista jazzowy (zm. 2016)
- 30 stycznia – Eugen Mamot, mołdawski kompozytor, dyrygent, pedagog (zm. 2022)
- 2 lutego
  - Siergiej Czeriepnin, amerykański kompozytor, skrzypek i projektant instrumentów elektronicznych rosyjskiego pochodzenia
  - Bob Day, brytyjski piosenkarz, muzyk duetu The Allisons (zm. 2013)
  - Cory Wells, amerykański piosenkarz, muzyk zespołu Three Dog Night (zm. 2015)
- 3 lutego – Maria Piotrowska, polska muzykolog (zm. 2014)
- 4 lutego – Władisław Pjawko, rosyjski śpiewak operowy (tenor), aktor, pedagog (zm. 2020)
- 5 lutego
  - Ferdinand Deda, albański dyrygent i kompozytor (zm. 2003)
  - Rick Laird, irlandzki gitarzysta basowy, jeden z najbardziej cenionych basistów jazzowych swojego pokolenia. Najbardziej znany jako członek zespołu The Mahavishnu Orchestra (zm. 2021)
  - Barrett Strong, amerykański piosenkarz R&B i autor tekstów (zm. 2023)
- 8 lutego – Tom Rush, amerykański wokalista, gitarzysta i kompozytor związany ze sceną folkową
- 9 lutego – Little Tony, włoski piosenkarz (zm. 2013)
- 10 lutego – Vikki Carr, amerykańska piosenkarka
- 11 lutego
  - Sérgio Mendes, brazylijski pianista, tworzący głównie bossa novę i sambę (zm. 2024)
  - Big Jim Sullivan, angielski muzyk sesyjny, gitarzysta i aranżer (zm. 2012)
- 15 lutego – Brian Holland, afroamerykański twórca muzyki pop
- 17 lutego – Gene Pitney, amerykański piosenkarz pop-rockowy i kompozytor (zm. 2006)
- 18 lutego
  - David Blue, amerykański piosenkarz i kompozytor związany z ruchem folkowym (zm. 1982)
  - Anna Panas, polska piosenkarka jazzowa, bluesowa i popowa, autorka tekstów i muzyki
- 27 lutego – Stanisław Fiałkowski, polski pianista, kompozytor, aranżer i dyrygent
- 3 marca – Gilbert Kaplan, amerykański dyrygent, dziennikarz, przedsiębiorca (zm. 2016)
- 4 marca – Kazimierz Grześkowiak, polski pisarz, artysta estradowy, z wykształcenia filozof (zm. 1999)
- 6 marca – Peter Brötzmann, niemiecki saksofonista i klarnecista jazzowy (zm. 2023)
- 8 marca
  - Krystyna Konarska, polska piosenkarka (zm. 2021)
  - Ivana Loudová, czeska kompozytor i pedagog (zm. 2017)
  - Paul Shelden, amerykański klarnecista (zm. 2020)
- 10 marca
  - Jan Boba, polski pianista jazzowy, aranżer
  - Piotr Warzecha, polski kompozytor, dyrygent i pedagog, profesor zwyczajny (zm. 2015)
- 14 marca – Eleonora Harendarska, polska muzykolog, działaczka kulturalna
- 17 marca – Paul Kantner, amerykański muzyk rockowy, gitarzysta i piosenkarz (zm. 2016)
- 18 marca – Wilson Pickett, amerykański czarnoskóry wokalista soulowy (zm. 2006)
- 24 marca – Michael Masser, amerykański autor tekstów piosenek, kompozytor i producent muzyki popularnej (zm. 2015)
- 26 marca
  - Don Lewis, amerykański wokalista, keyboardzista, multiinstrumentalista (zm. 2022)
  - Wojciech Młynarski, polski poeta, kompozytor, reżyser i wykonawca piosenki autorskiej, satyryk, artysta kabaretowy, autor tekstów piosenek i librett, tłumacz (zm. 2017)
- 27 marca
  - Bunny Sigler, amerykański piosenkarz R&B, kompozytor i producent (zm. 2017)
  - Maria Szczucka, polska solistka operowa (sopran)
- 28 marca – Alf Clausen, amerykański kompozytor filmowy i telewizyjny (zm. 2025)
- 30 marca – Graeme Edge, brytyjski perkusista, członek i współzałożyciel zespołu The Moody Blues (zm. 2021)
- 3 kwietnia
  - Jan Berry, amerykański muzyk rockowy Jan and Dean (zm. 2004)
  - Joel Krosnick, amerykański wiolonczelista (zm. 2025)
- 4 kwietnia – Aleksander Glinkowski, polski kompozytor muzyki poważnej (zm. 1991)
- 5 kwietnia – Dave Swarbrick, brytyjski skrzypek folkowy i folk-rockowy (zm. 2016)
- 8 kwietnia – J.J. Jackson, amerykański prezenter radiowy i telewizyjny (zm. 2004)
- 11 kwietnia – Józef Hajdasz, polski perkusista, muzyk zespołu Breakout (zm. 2015)
- 12 kwietnia – Jadwiga Gadulanka, polska śpiewaczka (sopran liryczno-dramatyczny z koloraturą) i pedagog
- 13 kwietnia – Margaret Price, walijska śpiewaczka operowa (sopran) (zm. 2011)
- 19 kwietnia – Roberto Carlos, brazylijski piosenkarz
- 21 kwietnia – Pee Wee Ellis, amerykański saksofonista jazzowy, kompozytor i aranżer (zm. 2021)
- 23 kwietnia – Jacqueline Boyer, francuska piosenkarka, zwyciężczyni Konkursu Piosenki Eurowizji 1960, córka piosenkarki Lucienne Boyer
- 28 kwietnia – Mike Renzi, amerykański pianista, wokalista i kompozytor jazzowy (zm. 2021)
- 29 kwietnia – Nana Caymmi, brazylijska piosenkarka (zm. 2025)
- 2 maja – Connie Crothers, amerykańska pianistka jazzowa (zm. 2016)
- 3 maja – Rena Kumioti, grecka piosenkarka (zm. 2023)
- 4 maja
  - Richard Burns, amerykański piosenkarz The Hondells
  - David LaFlamme, amerykański piosenkarz i skrzypek rockowy (zm. 2023)
- 5 maja
  - Stanley Cowell, amerykański pianista i kompozytor jazzowy (zm. 2020)
  - Roy Phillips, angielski multiinstrumentalista, muzyk zespołu jazzowego The Peddlers (zm. 2025)
- 6 maja – Gena Dimitrowa, bułgarska śpiewaczka operowa (sopran) (zm. 2005)
- 7 maja
  - Jerzy Bożyk, polski pianista i wokalista jazzowy (zm. 2019)
  - Andrzej Zarycki, polski kompozytor muzyki rozrywkowej, poezji śpiewanej, muzyki symfonicznej, teatralnej i filmowej
- 11 maja – Eric Burdon, brytyjski wokalista The Animals
- 13 maja – Ritchie Valens, amerykański muzyk rockowy, wokalista, gitarzysta i kompozytor (zm. 1959)
- 20 maja – Aleksander Mazur, polski muzyk jazzowy i multiinstrumentalista: saksofonista, klarnecista, pianista, organista, akordeonista, a także kompozytor, aranżer, dyrygent i pedagog muzyczny
- 22 maja – Bruce Rowland, angielski perkusista rockowy (zm. 2015)
- 24 maja
  - Konrad Boehmer, holenderski kompozytor pochodzenia niemieckiego (zm. 2014)
  - Bob Dylan, amerykański piosenkarz, kompozytor, pisarz i poeta pochodzenia żydowskiego
  - Edward Strąk, polski klarnecista i saksofonista jazzowy, muzyk zespołu Vistula River Brass Band (zm. 2023)
- 25 maja – Diane Bish, amerykańska organistka i kompozytorka
- 26 maja – Imants Kalniņš, łotewski kompozytor
- 27 maja – Teppo Hauta-aho, fiński kontrabasista i kompozytor (zm. 2021)
- 31 maja – Kenneth Cooper, amerykański klawesynista, pianista, dyrygent, muzykolog i pedagog (zm. 2021)
- 1 czerwca – Edo de Waart, holenderski dyrygent
- 2 czerwca
  - William Guest(inne języki), amerykański wokalista, muzyk zespołu Gladys Knight & the Pips[1] (zm. 2015)
  - Irène Schweizer, szwajcarska pianistka jazzowa (zm. 2024)
  - Charlie Watts, brytyjski muzyk rockowy, perkusista zespołu The Rolling Stones (zm. 2021)
- 3 czerwca – Janusz Muniak, polski muzyk jazzowy, saksofonista, flecista, aranżer i kompozytor (zm. 2016)
- 5 czerwca
  - Martha Argerich, argentyńska pianistka, laureatka I nagrody VII Międzynarodowego Konkursu Pianistycznego im. Fryderyka Chopina (1965)
  - Erasmo Carlos, brazylijski piosenkarz i kompozytor (zm. 2022)
  - Mac Gayden, amerykański muzyk country; piosenkarz, gitarzysta, autor tekstów, producent nagrań (zm. 2025)
- 7 czerwca
  - Jaime Laredo, amerykański skrzypek i dyrygent
  - Jan Rybarski, polski dyrygent, chórmistrz, organista i pedagog (zm. 2018)
- 8 czerwca – Fuzzy Haskins, amerykański piosenkarz R&B i funk, muzyk zespołu Parliament (zm. 2023)
- 9 czerwca – Jon Lord, brytyjski muzyk, klawiszowiec Deep Purple (zm. 2012)
- 10 czerwca
  - Mickey Jones, amerykański aktor, muzyk i perkusista (zm. 2018)
  - Shirley Owens, amerykańska wokalistka zespołu The Shirelles
- 12 czerwca
  - Chick Corea, amerykański pianista jazzowy i kompozytor (zm. 2021)
  - Roy Harper, brytyjski muzyk rockowy i folkowy, wokalista, gitarzysta, autor tekstów oraz aktor
  - Reg Presley, brytyjski muzyk rockowy, wokalista, członek grupy The Troggs (zm. 2013)
- 15 czerwca – Harry Nilsson, amerykański piosenkarz, kompozytor, pianista i gitarzysta (zm. 1994)
- 16 czerwca – Lamont Dozier, amerykański piosenkarz, autor piosenek i producent nagrań (zm. 2022)
- 18 czerwca
  - Leszek Długosz, polski aktor, literat, kompozytor, pianista, jeden z najbardziej znanych polskich śpiewających poetów (zm. 2024)
  - Chas Newby, brytyjski gitarzysta basowy, na krótko muzyk The Beatles (zm. 2023)
  - Jim Pepper, amerykański Indianin, muzyk jazzowy, nowatorski saksofonista, śpiewak i kompozytor (zm. 1992)
- 22 czerwca – Piotr Puławski, polski piosenkarz i gitarzysta, członek zespołów Polanie i Czerwono-Czarni (zm. 2017)
- 23 czerwca
  - Wiesław Damięcki, polski kontrabasista i basista jazzowy (zm. 2012)
  - Robert Hunter, amerykański poeta i piosenkarz (zm. 2019)
- 27 czerwca – Wayne Dockery, amerykański kontrabasista jazzowy (zm. 2018)
- 28 czerwca – Olga Borisowa, bułgarska piosenkarka folkowa (zm. 2021)
- 6 lipca – Janusz Kozłowski, polski kontrabasista jazzowy (zm. 2016)
- 7 lipca
  - Jim Rodford, angielski basista rockowy (zm. 2018)
  - Chan Romero, amerykański piosenkarz rock’n’roll (zm. 2024)
- 8 lipca – Loren Kitt, amerykański klarnecista, muzyk National Symphony Orchestra (zm. 2017)
- 10 lipca – Ian Whitcomb, angielski komik, piosenkarz, producent muzyczny, pisarz, prezenter i aktor (zm. 2020)
- 11 lipca – Wojciech Skowroński, polski pianista, wokalista, aranżer, kompozytor (zm. 2002)
- 12 lipca – Eddie Blazonczyk, amerykański muzyk polskiego pochodzenia (zm. 2012)
- 16 lipca – Desmond Dekker, jamajski piosenkarz muzyki reggae, rocksteady i ska (zm. 2006)
- 17 lipca – Spencer Davis
- 18 lipca
  - Frank Farian, właśc. Franz Reuther – niemiecki muzyk i producent muzyczny; opiekun m.in. Boney M., Eruption, Milli Vanilli (zm. 2024)
  - Lonnie Mack, amerykański piosenkarz i gitarzysta stylów rock, blues i country (zm. 2016)
  - Martha Reeves, amerykańska piosenkarka R&B i soul, była wokalistka formacji Martha and the Vandellas
- 19 lipca – Édith Lejet, francuska kompozytorka i pedagog muzyczny (zm. 2024)
- 22 lipca – Estelle Bennett, amerykańska piosenkarka, członkini zespołu The Ronettes (zm. 2009)
- 25 lipca – Manny Charlton, szkocki gitarzysta, członek grupy Nazareth (zm. 2022)
- 27 lipca – Johannes Fritsch, niemiecki kompozytor i altowiolista (zm. 2010)
- 28 lipca – Riccardo Muti, włoski dyrygent
- 30 lipca – Paul Anka, kanadyjski piosenkarz pop i twórca piosenek
- 1 sierpnia – Jordi Savall, hiszpański muzyk, kompozytor i interpretator muzyki renesansu i baroku
- 2 sierpnia – Doris Coley, amerykańska piosenkarka The Shirelles (zm. 2000)
- 3 sierpnia – Beverly Lee, amerykańska wokalistka The Shirelles
- 5 sierpnia – Airto Moreira, brazylijski perkusjonista jazzowy, muzyk sesyjny
- 7 sierpnia – Howard Johnson, amerykański muzyk jazzowy (zm. 2021)
- 12 sierpnia – Józef Przytuła, polski dyrygent (zm. 2017)
- 14 sierpnia – David Crosby, amerykański wokalista rockowy i folkowy, członek zespołów The Byrds i Crosby, Stills and Nash (zm. 2023)
- 15 sierpnia – Eddie Gale, amerykański trębacz free jazzowy (zm. 2020)
- 20 sierpnia – Milford Graves, amerykański perkusista i perkusjonista jazzowy (zm. 2021)
- 21 sierpnia – Jackie DeShannon, amerykańska piosenkarka popowa. Jedna z pierwszych piosenkarek ery rock and rolla
- 22 sierpnia
  - Edwin Birdsong, amerykański muzyk jazzowy (zm. 2019)
  - Howard Grimes, amerykański perkusista (zm. 2022)
- 23 sierpnia – Bunny Lee, jamajski producent muzyczny (zm. 2020)
- 24 sierpnia – Luis María Serra, argentyński kompozytor muzyki filmowej (zm. 2024)
- 27 sierpnia – Cesária Évora, piosenkarka z Republiki Zielonego Przylądka (zm. 2011)
- 28 sierpnia
  - John Marshall, angielski perkusista rockowy i jazzowy, członek zespołu Nucleus (zm. 2023)
  - Paul Plishka, amerykański śpiewak operowy pochodzenia ukraińskiego (bas) (zm. 2025)
  - Joseph Shabalala, południowoafrykański piosenkarz i kompozytor (zm. 2020)
- 29 sierpnia – Boro Drljača, serbski piosenkarz (zm. 2020)
- 31 sierpnia
  - Jacek Niwelt, polski muzyk, skrzypek, koncertmistrz, wykonawca muzyki poważnej (zm. 2022)
  - Emmanuel Nunes, portugalski kompozytor i pedagog (zm. 2012)
- 1 września – Julia Varady, niemiecka śpiewaczka operowa węgierskiego pochodzenia (sopran)
- 3 września
  - Stan Borys, polski wokalista, kompozytor, aktor, poeta
  - John Morehen, brytyjski kompozytor muzyki sakralnej, organista, pedagog (zm. 2021)
- 5 września – Enrico Beruschi, włoski aktor i piosenkarz kabaretowy
- 9 września
  - Duffy Power, brytyjski piosenkarz bluesowy i rock and rollowy (zm. 2014)
  - Otis Redding, afroamerykański piosenkarz tworzący muzykę w gatunku soul (zm. 1967)
- 10 września – Christopher Hogwood, angielski dyrygent, klawesynista i teoretyk muzyki (zm. 2014)
- 14 września – Alex St. Clair, amerykański muzyk, członek zespołu Captain Beefheart and His Magic Band (zm. 2006)
- 15 września
  - Signe Anderson, amerykańska wokalistka (zm. 2016)
  - Bogumił Winiarski, polski muzyk, kapelmistrz i dyrygent (zm. 2012)
- 16 września – Janusz Mych, polski wokalista, kompozytor, aranżer, członek zespołu Novi Singers (zm. 2023)
- 19 września – Cass Elliot, amerykańska piosenkarka The Mamas & the Papas (zm. 1974)
- 21 września – Núria Feliu, katalońska piosenkarka jazzowa i folkowa, aktorka (zm. 2022)
- 22 września
  - Catherine Ribeiro, francuska piosenkarka (zm. 2024)
  - Anna Tomowa-Sintow, bułgarska śpiewaczka operowa (sopran)
- 23 września – Earl Turbinton, amerykański saksofonista jazzowy (zm. 2007)
- 24 września
  - Black Stalin, trynidadzki piosenkarz calypso (zm. 2022)
  - Linda McCartney, amerykańska fotograf, muzyk i obrończyni praw człowieka (zm. 1998)
- 26 września – Salvatore Accardo, włoski wirtuoz skrzypiec i dyrygent
- 27 września – Philip Gossett, amerykański muzykolog (zm. 2017)
- 28 września – Michał Banasik, polski kompozytor, pianista, organista-wirtuoz (zm. 2010)
- 3 października – Chubby Checker, amerykański piosenkarz rockandrollowy
- 4 października – Mighty Shadow, trynidadzki piosenkarz gatunku calypso (zm. 2018)
- 5 października – Helena Majdaniec, polska wokalistka rockowa, nazywana „królową twista” (zm. 2002)
- 11 października – Lester Bowie, amerykański trębacz jazzowy i kompozytor; członek zespołu Art Ensemble of Chicago (zm. 1999)
- 12 października – Frank Alamo, francuski piosenkarz (zm. 2012)
- 13 października – Paul Simon, amerykański piosenkarz i gitarzysta rockowy, autor tekstów i kompozytor
- 16 października – Derek Bourgeois, angielski kompozytor muzyki klasycznej (zm. 2017)
- 17 października – Earl Thomas Conley, amerykański muzyk country (zm. 2019)
- 18 października – Billy Cox, amerykański basista rockowy, znany ze współpracy z Jimim Hendriksem
- 19 października – Eddie Daniels, amerykański klarnecista i saksofonista jazzowy
- 25 października – Helen Reddy, australijska piosenkarka i aktorka (zm. 2020)
- 28 października
  - Jay Clayton, amerykańska wokalistka jazzowa, pedagog (zm. 2023)
  - Hank Marvin, brytyjski gitarzysta rockowy, lider The Shadows
- 30 października – Friedemann Layer, austriacki dyrygent (zm. 2019)
- 2 listopada – Mario Trevi, właśc. Agostino Capozzi, włoski piosenkarz, aktor i autor, tłumacz pieśni neapolitańskiej
- 5 listopada
  - Art Garfunkel, amerykański pieśniarz
  - Włodzimierz Nahorny, polski muzyk jazzowy, pianista, saksofonista, flecista, kompozytor i aranżer
- 6 listopada
  - James Bowman, angielski śpiewak operowy (kontratenor) (zm. 2023)
  - Guy Clark, amerykański muzyk country i folk (zm. 2016)
- 9 listopada – Tom Fogerty, amerykański gitarzysta i wokalista Creedence Clearwater Revival (zm. 1990)
- 10 listopada – Graham Clark, angielski śpiewak operowy (tenor) (zm. 2023)
- 13 listopada
  - Raymond Froggatt, angielski piosenkarz i autor piosenek (zm. 2023)
  - Marie Rottrová, czeska piosenkarka, pianistka, kompozytorka i tekściarka
- 15 listopada – Frankie Gaye, amerykański piosenkarz, brat Marvina Gaya (zm. 2001)
- 20 listopada
  - Dr. John, właśc. Malcolm John Rebennack Jr., amerykański muzyk, kompozytor, autor tekstów (zm. 2019)
  - Gary Karr, amerykański kontrabasista i pedagog (zm. 2025)
- 21 listopada
  - İdil Biret, turecka pianistka
  - Andrew Love, amerykański saksofonista (zm. 2012)
- 22 listopada
  - Tadeusz Chmielewski, polski pianista i kameralista, profesor Akademii Muzycznej im. Grażyny i Kiejstuta Bacewiczów w Łodzi (zm. 2012)
  - Jesse Colin Young, amerykański piosenkarz, gitarzysta i autor tekstów (zm. 2025)
- 24 listopada
  - Pete Best, angielski muzyk, drugi perkusista The Beatles
  - Pino Donaggio, włoski piosenkarz i kompozytor
  - Donald Dunn, amerykański basista, członek grupy Booker T. and the M.G.’s i The Blues Brothers (zm. 2012)
  - Wayne Jackson, amerykański trębacz rhythm and bluesowy (zm. 2016)
- 27 listopada
  - Louis van Dijk, holenderski pianista jazzowy (zm. 2020)
  - Eddie Rabbitt, amerykański piosenkarz country (zm. 1998)
- 29 listopada – Jody Miller, amerykańska piosenkarka country (zm. 2022)
- 6 grudnia – John Nelson, amerykański dyrygent (zm. 2025)
- 9 grudnia – Dan Hicks, amerykański piosenkarz (zm. 2016)
- 10 grudnia – Peter Sarstedt, brytyjski piosenkarz (zm. 2017)
- 11 grudnia – Bronisław Kazimierz Przybylski, polski kompozytor i pedagog (zm. 2011)
- 12 grudnia
  - Tim Hauser, amerykański piosenkarz i wokalista jazzowy, założyciel i lider kwartetu The Manhattan Transfer (zm. 2014)
  - Lisbeth List, holenderska piosenkarka, aktorka i osobowość telewizyjna (zm. 2020)
- 13 grudnia – Ulla Wiesner, niemiecka piosenkarka i aktorka
- 14 grudnia – Karan Armstrong, amerykańska śpiewaczka operowa (sopran) (zm. 2021)
- 16 grudnia – Rudolf Rokl, czeski pianista i kompozytor (zm. 1997)
- 17 grudnia
  - Dave Dee, właśc. David John Harman, brytyjski piosenkarz, gitarzysta i kompozytor, frontmen zespołu Dave Dee, Dozy, Beaky, Mick & Tich (zm. 2009)
  - Alojzy Kopoczek, polski etnomuzykolog, instrumentolog, pedagog i dyrygent
- 18 grudnia – Sam Andrew, amerykański wokalista, autor tekstów, kompozytor, członek założyciel i gitarzysta Big Brother and the Holding Company (zm. 2015)
- 19 grudnia – Maurice White, amerykański piosenkarz, muzyk, producent muzyczny, aranżer i lider zespołu Earth, Wind & Fire (zm. 2016)
- 20 grudnia – Michael Hurley, amerykański muzyk folkowy (zm. 2025)
- 21 grudnia – John Hicks, amerykański pianista jazzowy, kompozytor i aranżer (zm. 2006)
- 23 grudnia – Tim Hardin, amerykański piosenkarz, gitarzysta i kompozytor folkowy (zm. 1980)
- 25 grudnia
  - Ronnie Cuber, amerykański saksofonista jazzowy (zm. 2022)
  - Barry Goldberg, amerykański klawiszowiec bluesowo-rockowy, autor tekstów i producent muzyczny (zm. 2025)
  - Don Pullen, amerykański pianista jazzowy i organista, kompozytor, aranżer, producent muzyczny (zm. 1995)
- 27 grudnia
  - Les Maguire, angielski muzyk, członek zespołu Gerry and the Pacemakers (zm. 2023)
  - Mike Pinder, angielski muzyk, klawiszowiec i wokalista zespołu The Moody Blues (zm. 2024)
- 29 grudnia – Ray Thomas, angielski flecista, kompozytor i wokalista zespołu The Moody Blues (zm. 2018)

Data dzienna nieznana
- czerwiec – Alemayehu Eshete, etiopski piosenkarz i autor piosenek (zm. 2021)

## Zmarli
- 10 stycznia – Frank Bridge, angielski altowiolista, kompozytor, dyrygent (ur. 1879)
- 23 stycznia – Dobri Christow, bułgarski kompozytor, dyrygent chóralny i pedagog (ur. 1875)
- 27 stycznia – Iver Holter, norweski kompozytor i dyrygent (ur. 1850)
- 13 lutego – Blind Boy Fuller, amerykański gitarzysta i wokalista bluesowy (ur. 1904)
- 15 lutego – Guido Adler, austriacki muzykolog (ur. 1855)
- 19 lutego – Hamilton Harty, irlandzki kompozytor, dyrygent, pianista i organista (ur. 1879)
- 20 lutego – La Bolduc, kanadyjska piosenkarka (ur. 1894)
- 11 marca – Walford Davies, brytyjski kompozytor (ur. 1869)
- 27 marca – Primo Riccitelli, włoski kompozytor (ur. 1875)
- 6 kwietnia – Henry Burr, kanadyjski piosenkarz (ur. 1882)
- 17 kwietnia – Al Bowlly, brytyjski piosenkarz, autor piosenek i kompozytor (ur. 1898)
- 1 maja – Julia Claussen, szwedzka śpiewaczka operowa (mezzosopran) (ur. 1879)
- 18 maja – Milka Trnina, chorwacka śpiewaczka operowa (sopran) (ur. 1863)
- 23 maja – Slavko Osterc, słoweński kompozytor (ur. 1895)
- 9 czerwca – Józef Lehrer, polski kompozytor i dyrygent pochodzenia żydowskiego (ur. 1880)
- 17 czerwca – Johan Wagenaar, holenderski kompozytor, dyrygent, organista i pedagog (ur. 1862)
- 29 czerwca – Ignacy Jan Paderewski, polski pianista, kompozytor, polityk, premier (ur. 1860)
- 5 lipca – Oskar Fried, niemiecki dyrygent i kompozytor (ur. 1871)
- 8 lipca – Philippe Gaubert, francuski flecista, dyrygent, kompozytor (ur. 1879)
- 10 lipca – Jelly Roll Morton, amerykański pianista jazzowy, kompozytor (ur. 1890)
- 30 lipca – Hugo Becker, niemiecki wiolonczelista, kompozytor, pedagog (ur. 1863)
- 6 września – Ernst Kraus, niemiecki śpiewak operowy (tenor) (ur. 1863)
- 3 października – Wilhelm Kienzl, niemiecki kompozytor i dyrygent (ur. 1857)
- 9 października – Helen Morgan, amerykańska piosenkarka i aktorka (ur. 1900)
- 26 października – Victor Schertzinger, amerykański producent filmowy, scenarzysta, reżyser i kompozytor muzyki filmowej (ur. 1888)
- 30 października – Chu Berry, amerykański saksofonista jazzowy (ur. 1908)
- 31 października – Herwarth Walden, niemiecki pisarz, wydawca, galerysta, muzyk i kompozytor (ur. 1878)
- 16 listopada – Miina Härma, estońska kompozytorka, organistka i pedagog (ur. 1864)
- 3 grudnia – Christian Sinding, norweski kompozytor i pedagog (ur. 1856)

## Albumy
- polskie
- zagraniczne
  - Hawaii Calls – Bing Crosby, Frances Langford, Harry Owens oraz Dick Mclntire
  - Small Fry – Bing Crosby
  - Crosbyana – Bing Crosby
  - Under Western Skies – Bing Crosby

## Muzyka poważna
- Powstaje Two Pieces Lukasa Fossa
- Powstaje Clarinet Concerto No. 1 Lukasa Fossa
- Powstaje Duo (Fantasia) Lukasa Fossa
- Powstaje Passacaglia Lukasa Fossa

## Musicale
- 31 grudnia – Babes on Broadway (film)

## Film muzyczny
- 7 listopada – odbyła się premiera filmu Birth of the Blues w reżyserii Victora Schertzingera